# Mind the Gap (filme)
Mind the Gap é um filme de 2004 dirigido por Eric Schaeffer de comédia dramática. Teve sua estreia no festival SXSW de 2004.

## Sinopse
Composto por vidas entrelaçadas, dentre elas está: Malissa (Elizabeth Reaser), uma jovem da Carolina do Norte que coleciona fotos de estupradores e vítimas de estupro; Herb (Alan King), um idoso, triste e rabugento: e Sam, um homem que não é apreciado pelas pessoas mundanas de Vermont, onde passou a residir.

## Elenco
- Alan King como Herb Schweitzer
- Elizabeth Reaser como Malissa Zubach
- Charles Parnell como John McCabe
- Eric Schaeffer como Sam Blue
- Jill Sobule como Jody Buller
- John Heard como Henry Richards
- Todd Weeks como Dr. John Albertson
- Kim Raver como Vicki Walters
- Vera Farmiga como Allison Lee

## Recepção
No agregador de críticas Rotten Tomatoes, na pontuação onde a equipe do site categoriza as opiniões da grande mídia e da mídia independente apenas como positivas ou negativas, tem um índice de aprovação de 56% calculado com base em 16 comentários dos críticos. Por comparação, com as mesmas opiniões sendo calculadas usando uma média aritmética ponderada, a nota alcançada é 5,5/10. Em outro agregador, o Metacritic, que calcula as notas das opiniões usando somente uma média aritmética ponderada de determinados veículos de comunicação em maior parte da grande mídia, tem uma pontuação de 46/100, alcançada com base em 10 avaliações da imprensa anexadas no site, com a indicação de "revisões mistas ou neutras".